# VM (хімічна зброя)
Ві-ем (VM, едемо) — бойова отруйна речовина нервово-паралітичної дії, яку відносять до V-серії другого покоління. Ця речовина схожа за дією і смертоносності з VX, але на відміну від нього, VM ніколи не вироблявся в промислових масштабах, а розглядався лише як перспективний кандидат для виробництва.